# Плашечный цвет
В офсетной печати плашечный цвет — это любой цвет из чернил (чистых или смешанных), отпечатываемый через отдельный прогон листа бумаги в печатающем устройстве.
Широко распространённая офсетная печать состоит из четырёх цветов: сине-зелёного (Cyan), мадженты (Magenta), жёлтого (Yellow) и ключевого цвета, чёрного (Black), также известных как модель CMYK. Более прогрессивные технологии предусматривают использование шести цветов (hexachromatic) с дополнительными оранжевым и зелёным цветами в процессе печати (сокр. CMYKOG). Два дополнительных плашечных цвета добавляются, чтобы компенсировать неэффективную печать тусклых красок с помощью одних лишь цветов CMYK. Однако специалисты офсетной печати по всему миру используют термин плашечный цвет как любой цвет, образованный нестандартными офсетными чернилами (например, металлический, флуоресцентный цвета или любые вручную смешанные чернила).
При многоцветной печати с использованием плашечных цветов каждому плашечному цвету нужен свой литографический слой. Все области одного плашечного цвета выводятся с помощью того же слоя, и следовательно, с использованием той же литографической плиты.

## Компьютерные методы
Существуют различные методы для включения достаточно сложных образцов плашечных цветов при окончании допечатной подготовки . Программные приложения, такие как Adobe InDesign, Adobe Illustrator, CorelDRAW, QuarkXPress и Scribus могут создавать плашечные цвета как дополнительные каналы. Adobe Photoshop также может использоваться для создания мягких краев (широко известных как растушеванные края) плашечных цветов. Эффект «Растворение блоков» (dissolve), представленный в заготовках слоев Adobe Photoshop может использоваться для создания любого плашечного цвета.

## Оптимизация использования
Как правило, количество затрат и возможных проблем при печати увеличивается при добавлении дополнительных плашечных цветов. Это связано с ростом стоимости и сложности процесса создания добавляемой краски и плёнки и увеличением количества прогонов перед получением готовой печати. Однако из-за более сложного процесса плашечные цвета являются эффективными в предотвращении подделки денег, паспортов, облигаций и других важных документов. Например, при печати денег используются секретные формулы плашечных цветов, некоторые из которых можно увидеть невооружённым глазом, а некоторые можно увидеть только с помощью специальной подсветки или с применением определённых химических веществ.

## Классификация
Классификация плашечных цветов включает тысячи отдельных цветов с уникальными названиями и номерами. Существует несколько отраслевых стандартов для классификации систем плашечных цветов:
- Pantone, ведущая модель печати плашечных цветов в США и Европе.
- Toyo, общая модель цветов в Японии.
- DIC Color System Guide, другая модель печати плашечных цветов, распространённая в Японии, основанная на цветовой системе Манселла.[1]
- ANPA, палитра 300 цветов, установленных американской Ассоциацией издателей газет в качестве плашечного цвета для использования в газетах.
- GCMI, стандарт для цветов, используемых в печати на упаковках, разработанных институтом Glass Packaging Institute (ранее известная как Glass Container Manufacturers Institute, отсюда и аббревиатура).
- HKS — это цветовая модель, которая содержит 120 цветов и 3250 тонов для мелованной и немелованной бумаги. HKS — аббревиатура из трёх немецких производителей цветов: Hostmann-Steinberg Druckfarben, Kast + Ehinger Druckfarben и H. Schmincke & Co.
- RAL — цветовой стандарт, используемый в Европе. Так называемая классический система RAL главным образом используется для лаковых и порошковых покрытий.

В связи с тем, что в каждой цветовой системе создаётся свой цвет с нуля, плашечные цвета из одной системы могут отсутствовать в коллекции другого.

## Внешние ссылки
- Spot and Process Colors Explained
- Creating color swatches or samples to match spot colors